# بازنتن
بازنتین (به فرانسوی: Bazentin) یک منطقهٔ مسکونی در فرانسه است که در canton of Albert واقع شده‌است. بازنتین ۵٫۱ کیلومتر مربع مساحت و ۷۶ نفر جمعیت دارد و ۹۰ متر بالاتر از سطح دریا واقع شده‌است.